# Hans Gratzer
 (janvier 2025).
Pour les articles homonymes, voir Gratzer.
Hans Gratzer, né le 16 octobre 1941 à Wiener Neustadt (Basse-Autriche), en Autriche et mort le 19 janvier 2005 à Rainfeld (de), un village de l'entité de St. Veit an der Gölsen (Basse-Autriche) en Autriche, est un acteur, metteur en scène et directeur de théâtre autrichien.

## Biographie
Hans Gratzer commence sa formation au séminaire Max Reinhardt de Vienne, mais l'interrompt au bout de trois semestres. Il travaille ensuite comme acteur et réalisateur, entre autres à Munich, Hambourg et Vienne.
En 1963, il fonde à Vienne son premier théâtre, le Kammertheater in der Piaristengasse. En 1973, suit l'Atelier du Neuen Theater am Kärntnertor, puis en 1977 le Schauspielhaus Wien. Il le dirige de 1978 à 1986 et de 1991 à 2001. Il y est surtout connu grâce aux performances d'auteurs contemporains — il est notamment considéré comme le découvreur de Werner Schwab —, mais aussi par des classiques et des comédies musicales (par ex. The Rocky Horror Show, La Mélodie du bonheur). Entre 1999 et 2001, il présente la comédie musicale Evita avec Helen Schneider sur la scène du festival de Bad Hersfeld.
En 1989, il est brièvement présent à la Staatliche Schauspielbühnen de Berlin, où il met en scène La Guerra de Carlo Goldoni avec les acteurs Thomas Kretschmann et Christiane Leuchtmann.
Au cours de la saison 2003/2004, il dirige à Vienne le Theater in der Josefstadt mais il y est controversé depuis le début. Enfin, Gratzer reprend la direction du Festival de Bad Hersfeld en 2006. En raison de son cancer, Elke Hesse repris la direction du festival. Le programme de la saison 2005/2006 est conçu en étroite collaboration avec lui.
Peu de temps avant sa mort, survenue le 19 janvier 2005, Hans Gratzer reçoit en novembre 2004 le prix théâtral Nestroy de la ville de Vienne pour l'ensemble de son œuvre.

## Filmographie partielle
- 1965 : Die Gigerln von Wien (TV)
- 1967 : Alle unsere Spiele (TV)
- 1970 : Mit sich allein (TV)
- 1970 : Jedermann (TV)
- 1976 : Schatten der Engel
- 1979 : Der Diener zweier Herren (Arlequin valet de deux maîtres) (TV, comme réalisateur)

## Récompenses et distinctions
- 1974 : Médaille Kainz
- 2004 : Prix Nestroy de Théâtre pour l'ensemble de son œuvre

## Crédit d'auteurs
- (de) Cet article est partiellement ou en totalité issu de l’article de Wikipédia en allemand intitulé « Hans Gratzer » (voir la liste des auteurs).